# Sabri Anar
Sabri Anar (* 1. Januar 1966 in Uludere, Türkei) ist ein türkischer Geistlicher und chaldäisch-katholischer Erzbischof von Diyarbakır.

## Leben
Am 10. November 1990 empfing Sabri Anar in Paris die Priesterweihe und war seitdem als Pfarrer mehrerer chaldäischer Gemeinden in Frankreich tätig. 2017 wurde er zum Chorbischof der chaldäisch-katholischen Kirche ernannt.
Am 24. Mai 2023 bestätigte Papst Franziskus die durch die Synode der chaldäschen Kirche erfolgte Wahl Anars zum Erzbischof von Diyarbakır. Die Bischofsweihe spendete ihm der chaldäische Patriarch von Bagdad, Louis Raphaël I. Sako, am 16. Juli desselben Jahres in der Heilig-Geist-Kathedrale in Istanbul. Mitkonsekratoren waren sein Amtsvorgänger Ramzi Garmou, der Apostolische Nuntius in der Türkei, Erzbischof Marek Solczyński, und der Bischof von Pontoise, Stanislas Lalanne.